# Conselho Militar Revolucionário

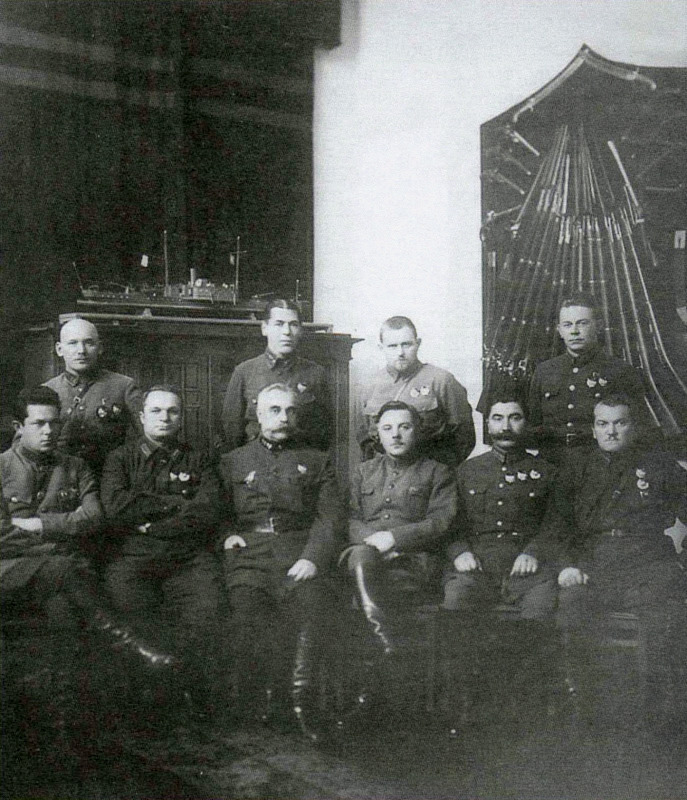
Membros do Revvoensoviet (Conselho Militar Revolucionário) da União Soviética. Da esquerda para a direita, sentados: Iona Yakir, Alexander Yegorov, Sergey Kamenev, Kliment Vorochilov, Semion Mikhailovich Budionny, M. Lavandovsky. De pé: K. Avkséntievski, Boris Shaposhnikov, Ivan Belov, Ieronim Uborevich.

Conselho Militar Revolucionário (em russo:  Революционный Военный Совет, transli. Revolyutsionny Voyenny Sovyet, lit. "Conselho Militar Revolucionário da República"), às vezes chamado de Conselho Revolucionário de Guerra ou Revvoyensoviet (Реввоенсовет), foi a suprema autoridade militar da Rússia Soviética e depois da União Soviética. Foi instituído em 2 de setembro de 1918 por decreto do Comitê Executivo Central de Toda a Rússia (VTsIK), conhecido como o "Decreto Declarando o Campo Militar da República Soviética".
Antes do Revvoyensoviet, as duas principais autoridades militares foram o Supremo Conselho Militar (Высший военный совет, Vysshy voyenny sovyet) e a divisão de operações do Conselho do Comissariado do Povo sobre Guerra e Assuntos da Marinha.
O decreto colocou todas as frentes e organizações militares sob o comando do presidente do Revvoyensoviet, com um comandante em chefe em segundo lugar para o presidente liderar operações estratégicas e militares. O presidente foi nomeado pelo VTsIK para servir como Comissário do Povo (ou narkom) de Guerra e Assuntos da Marinha.
O primeiro presidente do Revvoyensoviet foi Leon Trótski, com o caçador letão Jukums Vācietis como seu comandante em chefe. Vācietis foi substituído em julho de 1919 por Sergei Kamenev que serviu até 1924.
Em 30 de novembro de 1918, o Conselho de Trabalho e Defesa foi criado com o objetivo de mobilizar os recursos do país para a defesa. Dirigido por Lenin, o conselho consistia no primeiro-ministro (Lenin), o presidente do Revvoyensoviet (Trótski), um representante do VTsIK (Josef Stalin) e vários narkoms.
O Revvoyensoviet foi dissolvido sob a União Soviética em 1934.